# 联络镇
联络镇，是中华人民共和国四川省自贡市沿滩区下辖的一个乡镇级行政单位。

## 行政区划
联络镇下辖以下地区：
周场社区、中心村、八一村、新和村、新华村、新湾村、胡桥村、高滩村、海涛村和江冲村。